# Enhanced Defense Cooperation Agreement

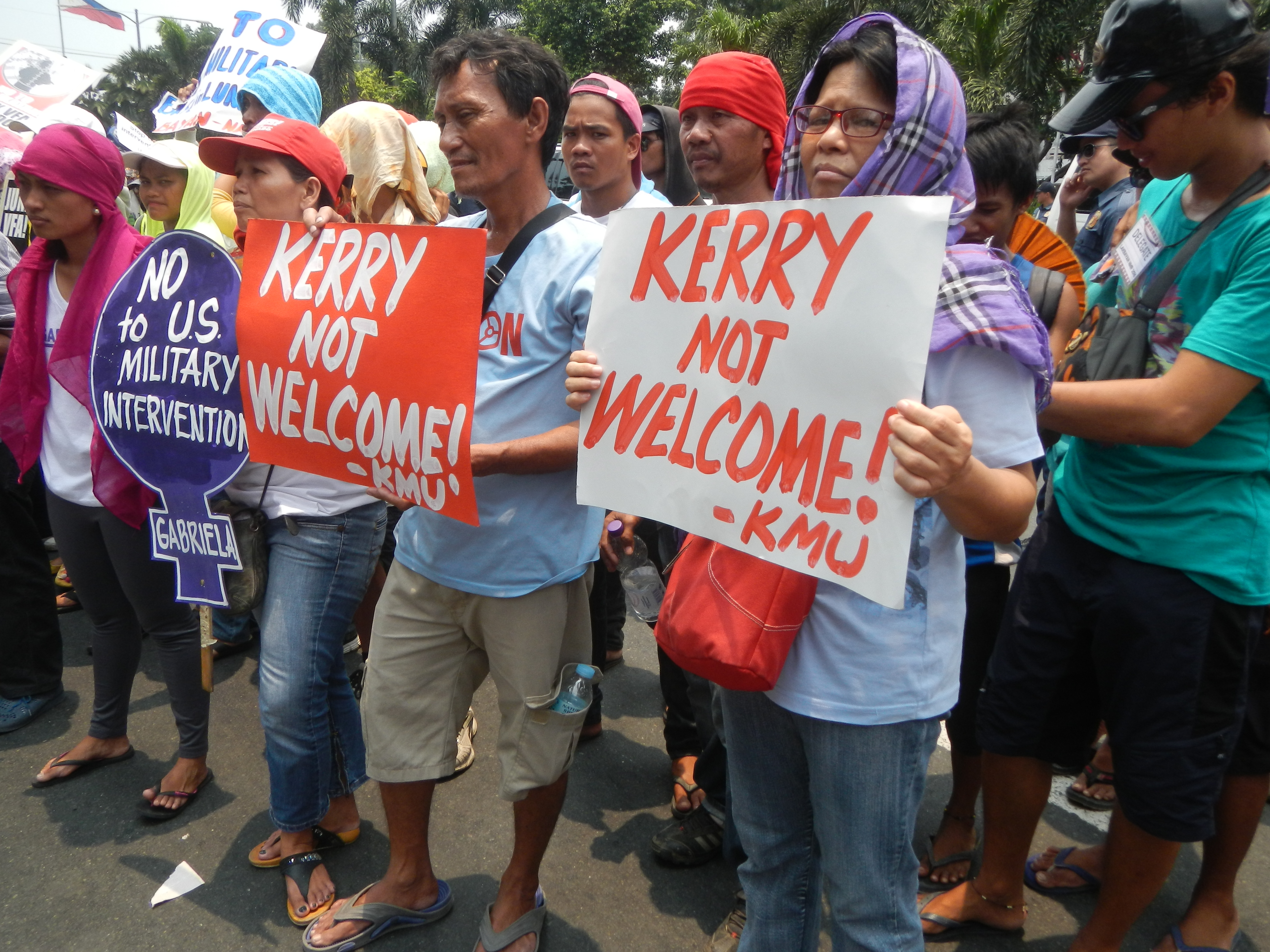
Proteste gegen das EDCA in Manila (2016)

Das Enhanced Defense Cooperation Agreement (EDCA; dt. „Abkommen über verstärkte Zusammenarbeit im Verteidigungsbereich“) ist ein Vertrag zwischen den Philippinen und den Vereinigten Staaten.

## Geschichte
Das Abkommen wurde am 28. April 2014 durch den philippinischen Verteidigungsminister Voltaire Gazmin und den US-Botschafter Philip Goldberg unterzeichnet, vor einem Staatsbesuch von Barack Obama an demselben Tag.
Es gewährt US-Streitkräften das Recht, gewisse philippinische Militäreinrichtungen mitzubenutzen. Die Philippinen haben den Status eines Major non-NATO ally.

## EDCA-Standorte
Im Jahr 2016 wurden fünf philippinische Militäreinrichtungen als EDCA-Standorte (EDCA Sites) ausgewiesen: Basa Air Base in Pampanga; Fort Magsaysay in Nueva Ecija; Antonio Bautista Air Base in Palawan; Mactan-Benito Ebuen Air Base in Cebu und Lumbia Air Base in Cagayan de Oro. Im Jahr 2023 kamen die Naval Base Camilo Osias in Santa Ana, Cagayan; Camp Melchor Dela Cruz in Gamu, Isabela; Balabac Island in Palawan und Lal-lo Airport in Cagayan dazu.